# Adelococcus
Adelococcus es un género de hongos en la familia Adelococcaceae.